# Kurt-Asle Arvesen
Kurt-Asle Arvesen (Molde, 9 februari 1975) is een voormalig Noors wielrenner.

## Biografie

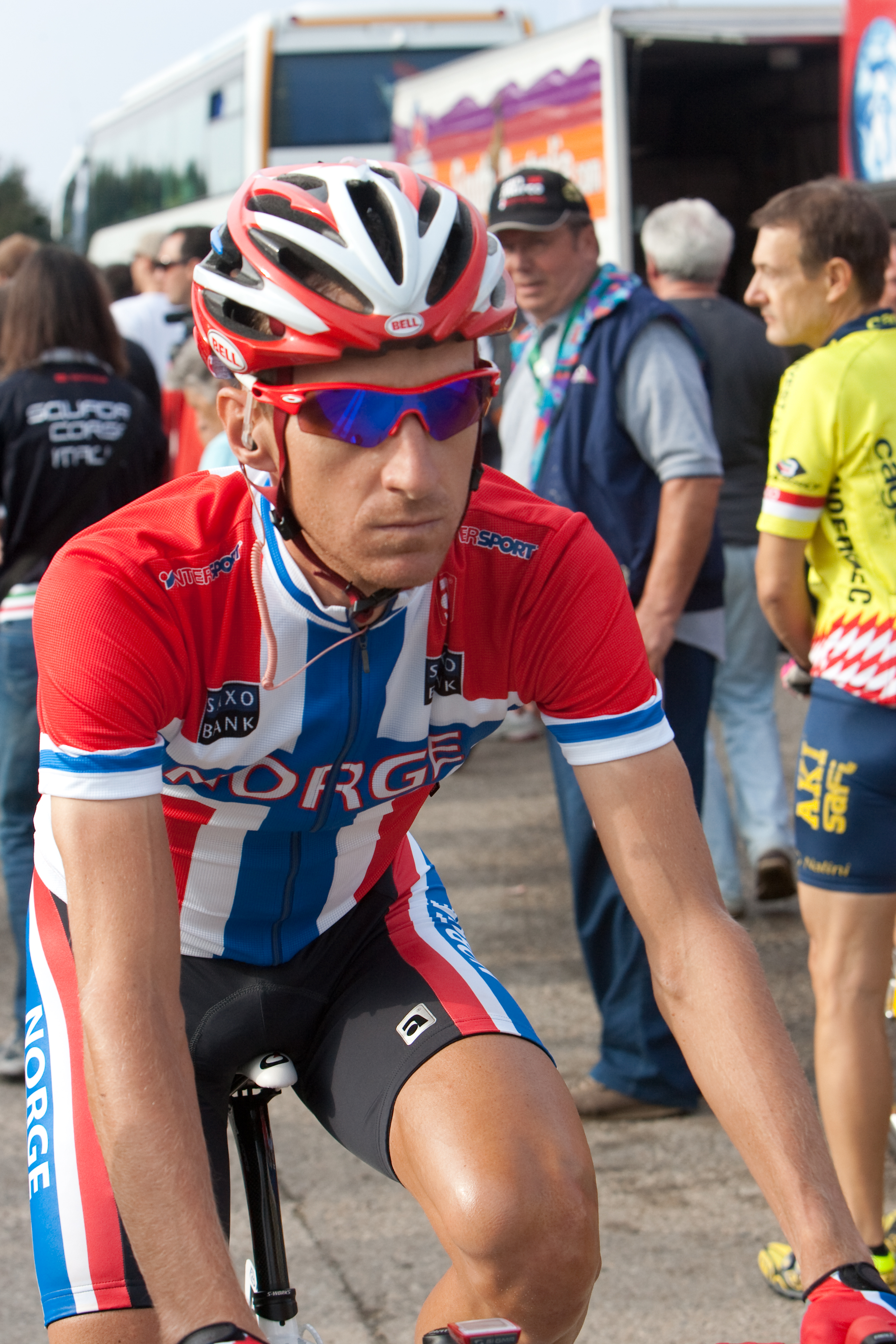
Arvesen tijdens het WK 2009

De in Molde geboren, maar tegenwoordig in Luxemburg wonende Arvesen, werd verrassend wereldkampioen bij de beloften in 1997. Uiteraard kreeg hij het volgende jaar een profcontract aangeboden, maar drie jaar bij evenzoveel Italiaanse ploegen leverde hem weinig successen op. Het Noors kampioenschap in 1999 was zijn enige zege in dat jaar. Beter verging het Arvesen toen hij naar het Deense Team Fakta overstapte. Hij werd tweemaal Noors kampioen, won etappes in de Herald Sun Tour en de Ronde van Denemarken, waarin hij tweede werd, won de Ronde van Zweden en de Ronde van Schynberg, en behaalde in 2003 zijn grootste succes met een etappezege in de Ronde van Italië.
Toen zijn ploeg er na dat seizoen mee ophield ging hij naar het grotere, eveneens Deense Team CSC. Hier bleef Arvesen progressie maken als hardrijder die ook bergop aardig meekan. Naast vele ereplaatsen, boekte hij met de eindzege in de Ronde van Denemarken in 2004 zijn tweede grote zege. Ook behaalde hij een zege in de 8ste rit van de Ronde van Italië 2007 naar Fiorano Modenese waar hij Paolo Bettini op de meet klopte.
Arvesen heeft ook verscheidene malen aan de Ronde van Frankrijk deelgenomen. In 2008 won hij de 11e etappe. Hij versloeg toen zijn medevluchters Martin Elmiger, Alessandro Ballan en Koos Moerenhout in de sprint. In 2009 kwam Arvesen tijdens de 10e etappe van Limoges naar Issoudun ten val. Hij reed de rit nog wel uit, maar vernam vervolgens in het ziekenhuis dat hij zijn sleutelbeen op twee plaatsen had gebroken.
In 2010 en 2011 kwam Arvesen uit voor de Britse ploeg Team Sky. Arvesen reed op 9 oktober 2011 zijn allerlaatste wedstrijd in het profpeloton. In zijn laatste wedstrijd, Parijs-Tours werd hij 53e.

## Belangrijkste overwinningen
1996
- Eindklassement Roserittet DNV GP

1997
- Noors kampioenschap op de weg, elite
- Noors kampioenschap op de weg, ploegentijdrit, elite
- Noors kampioenschap op de weg, criterium, elite

1998
- Noors kampioenschap op de weg, elite
- Noors kampioenschap op de weg, ploegentijdrit, elite

1999
- GP Sauda

2000
- 3e etappe Kalas Cup

2001
- Noors kampioenschap op de weg, tijdrijden, elite
- 9e etappe Herald Sun Tour

2002
- Noors kampioenschap op de weg, elite
- 3e etappe Ronde van Denemarken
- Eindklassement Ronde van Zweden
- Ronde van Schynberg

2003
- 10e etappe Ronde van Italië

2004
- CSC Classic
- Eindklassement Ronde van Denemarken

2006
- Noors kampioenschap op de weg, tijdrijden, elite
- Eindklassement Ster Elektrotoer
- 1e etappe Ronde van Spanje (ploegentijdrit)

2007
- Noors kampioenschap op de weg, ploegentijdrit, elite
- GP Herning
- 8e etappe Ronde van Italië
- 3e etappe Ronde van Denemarken
- Eindklassement Ronde van Denemarken

2008
- Noors kampioenschap op de weg, elite
- 11e etappe Ronde van Frankrijk
- E3 Prijs Vlaanderen
- Sandefjord GP
- 1e etappe Ronde van Polen (ploegentijdrit)

2009
- Noors kampioenschap op de weg, elite

2010
- 1e etappe Ronde van Qatar (ploegentijdrit)

## Resultaten in voornaamste wedstrijden
| Jaar | Ronde van Italië | Ronde van Frankrijk | Ronde van Spanje |
| ---- | ---------------- | ------------------- | ---------------- |
| 1999 |                  |                     | opgave           |
| 2000 |                  |                     |                  |
| 2002 |                  |                     |                  |
| 2003 | opgave (1)       |                     |                  |
| 2004 |                  | 123e                |                  |
| 2005 |                  | 89e                 |                  |
| 2006 |                  |                     | 46e              |
| 2007 | 62e (1)          | 67e                 |                  |
| 2008 |                  | 57e (1)             |                  |
| 2009 |                  | buiten tijd         | 108e             |
| 2010 |                  |                     |                  |
| 2011 |                  |                     | opgave           |

| Jaar | Milaan-San Remo | Gent-Wevelgem | Ronde van Vlaanderen | Parijs-Roubaix | Amstel Gold Race | Luik-Bast.‑Luik | Ronde van Lombardije | Parijs-Tours | Rund um den Henninger-Turm | Brabantse Pijl |  | WK op de weg |  | Wereldranglijsten |
| ---- | --------------- | ------------- | -------------------- | -------------- | ---------------- | --------------- | -------------------- | ------------ | -------------------------- | -------------- |  | ------------ |  | ----------------- |
| 1999 |                 |               |                      |                |                  |                 |                      |              |                            |                |  |              |  |                   |
| 2000 | 129e            |               |                      |                |                  |                 |                      |              |                            |                |  |              |  |                   |
| 2002 |                 |               |                      |                | 35e              |                 |                      |              | 7e                         |                |  | 55e          |  |                   |
| 2003 |                 |               |                      |                | 45e              |                 |                      |              | 13e                        | 7e             |  | 42e          |  |                   |
| 2004 |                 |               | 54e                  |                | 63e              | 78e             |                      | 88e          |                            |                |  | 37e          |  |                   |
| 2005 | 24e             |               |                      |                | 14e              | 65e             |                      | 57e          |                            |                |  |              |  | 141e (UPT)        |
| 2006 | 42e             | 10e           | 20e                  | 26e            |                  |                 | 26e                  | ↑            |                            | 7e             |  | 13e          |  | 77e (UPT)         |
| 2007 |                 |               |                      |                |                  |                 |                      | 44e          | Zilver                     | 62e            |  | 42e          |  | 133e (UPT)        |
| 2008 | 10e             | 66e           | 7e                   | 37e            | 71e              |                 |                      | 134e         |                            |                |  |              |  | 66e (UPT)         |
| 2009 |                 | 63e           | 92e                  | 16e            |                  |                 |                      | 30e          |                            | 72e            |  | 12e          |  |                   |
| 2010 |                 |               | 53e                  |                |                  |                 |                      | 106e         |                            |                |  |              |  |                   |
| 2011 | 126e            | 115e          |                      |                |                  |                 |                      | 53e          |                            |                |  | 84e          |  |                   |